# Samoussy
Samoussy je francouzská obec v departementu Aisne v regionu Hauts-de-France. V roce 2012 zde žilo 344 obyvatel.

## Sousední obce
Athies-sous-Laon, Barenton-Bugny, Coucy-lès-Eppes, Eppes, Gizy, Chambry, Marchais, Monceau-le-Waast

## Vývoj počtu obyvatel
Počet obyvatel

## Osobnosti spjaté s obcí
- Karloman I. Franský (zde zemřel)